# Сомов, Осип Иванович
О́сип (Ио́сиф) Ива́нович Со́мов (1 (13) июня 1815 — 26 апреля (8 мая) 1876) — русский математик и механик, ученик Н. Д. Брашмана, академик Императорской Санкт-Петербургской академии наук; трижды награждался Демидовской премией.

## Биография
Предком Сомовых был мирза О(р)слан из Золотой Орды, поступивший в 1389 году на службу к великому князю Московскому Василию Дмитриевичу, сыну Дмитрия Донского; О(р)слан крестился в православную веру, принял имя Прокофий, был награждён поместьями, а родоначальником семьи Сомовых стал внук Прокофия — Андрей Львович, по прозвищу Сом.
О. И. Сомов родился в селе Отрада Клинского уезда Московской губернии 1 (13) июня 1815 года в дворянской семье. Его младший брат Андрей Иванович Сомов — учёный, искусствовед, старший хранитель (в течение 22-х лет) Эрмитажа и отец художника Константина Сомова.
В 1835 году окончил физико-математический факультет Московского университета со степенью кандидата. За работу «Теория определённых алгебраических уравнений высших степеней», напечатанную в 1838 году, был удостоен Демидовской премии Петербургской академии наук. Эта книга была учебным руководством по высшей алгебре, богатым по содержательному материалу; она стала популярной среди специалистов, например, её долгое время использовал в работе П. Л. Чебышёв, читавший в Санкт-Петербургском университете лекции по высшей алгебре.
Несколько лет работал учителем математики в Московском коммерческом училище и в Дворянском институте (до 1841). Под руководством Н. Д. Брашмана подготовил магистерскую диссертацию «Об интегралах алгебраических иррациональных дифференциалов с одной переменной», которую защитил в 1841 году. В ней описываются начала теории эллиптических функций, широко освещённой впоследствии в его капитальном труде «Основания теории эллиптических функций».
В том же году в августе поступил на работу в Императорский Санкт-Петербургский университет, а в октябре был утверждён в звании адъюнкт-профессора кафедры чистой математики; с того времени до конца жизни жил в Санкт-Петербурге. Читал высшую алгебру, аналитическую геометрию, курсы лекций по дифференциальному исчислению и аналитической механике.
В 1847 году защитил в Санкт-Петербургском университете диссертацию «О распространении световых волн в средах, не имеющих двойного преломления» и получил степень доктора математики и астрономии. За эту работу академия наук присудила ему второй раз Демидовскую премию. В 1850 году напечатал «Основания теории эллиптических функций» и был награждён Демидовской премией в третий раз.
С 4 декабря 1852 года стал членом-корреспондентом Императорской Санкт-Петербургской академии наук по Отделению физико-математических наук (по разряду математических наук); в 1856 году — ординарным профессором Санкт-Петербургского университета; 2 марта 1862 года избран ординарным академиком Санкт-Петербургской академии наук по Отделению физико-математических наук (по разряду чистой математики).
С 1862 по 1870 год возглавлял кафедру прикладной механики Института Корпуса инженеров путей сообщения.
В 1866 году стал заслуженным профессором Санкт-Петербургского университета.
Его учебник «Начальная алгебра» (1860) в своё время был признан одним из лучших учебников алгебры для средних учебных заведений. Содержание первого издания было полностью сообразно учебной программе Морского кадетского корпуса, а в следующие выпуски включались дополнительные статьи. Учебник выдержал 7 изданий и печатался до 1901 года. Поскольку в 1870 Учёный комитет Министерства народного просвещения рекомендовал книгу как руководство для реальных училищ и гимназий, автор исправил 4-е издание от 1875 года согласно программе этих заведений. В предисловии к 6-му изданию (1891) сын Осипа Ивановича Павел писал, что наиболее существенным моментом было введение в 4-е издание статей о разложении в ряды показательной, логарифмической и тригонометрической функций и о биноме Ньютона, хотя его отец и считал такого рода статьи не отвечающими сути начальной алгебры.
Был владельцем имения Михайловское, ныне — в Клинском районе Московской области.
Умер 26 апреля (8 мая) 1876 года в Петербурге от апоплексического удара; похоронен на Смоленском православном кладбище (уч. 162, у Сперанской дорожки), недалеко от восточного фасада часовни Ксении Блаженной.

## Семья

Супруга, П. Р. Сомова

Отец — Иван Осипович Сомов (1778—1819), в 1797 окончил Морской кадетский корпус, служил четыре года во флоте, вышел в отставку в чине капитана, поселился в одном из своих родовых имений. Будучи человеком увлекающимся и непрактичным, через какое-то время прожил своё состояние; умер от горловой чахотки.
Мать — Таисия Петровна Телегина, с Иваном Осиповичем имели 14 детей.
Супруга — Прасковья (Параскева) Ростиславовна, урождённая Голубицкая (09.08.1818—30.07.1883), из обедневших дворян. Погребена на Смоленском православном кладбище с мужем. В семье было шестеро детей, из них трое умерли в детстве, зрелого возраста достигли Надежда, Иван и Павел:
- Надежда (1840—?), с 8 апреля 1865 года замужем за математиком Александром Васильевичем Бесселем;
- Иван (1842—?), в 1863 окончил Институт корпуса инженеров путей сообщения, был математиком и музыкантом, писал стихи, после института служил на железных дорогах, занимал должность управляющего Либаво-Роменской, а потом Закавказской железной дороги; дочери Валентина и Нина стали революционерками[17], но после репрессий со стороны власти работали учительницами в Новгороде[18];
- Захарий (1844—?);
- Михаил (1845—?):
- Павел (1852—1919).

## Научная деятельность
О. И. Сомов развивал математический анализ, векторный анализ и теорию эллиптических функций и применял их к геометрии и механике. Издал первый курс теории эллиптических функций на русском языке.
В работах «Об ускорениях различных порядков» (1864) и «Об ускорениях различных порядков в относительном движении» (1866) О. И. Сомов вслед за А. Трансоном и А. Резалем развивает учение об ускорениях высших порядков (сам термин «ускорения высших порядков» был предложен О. И. Сомовым); он проводит исследование на стыке дифференциальной геометрии и теоретической кинематики и прилагает аппарат теории ускорений различных порядков к исследованию пространственных кривых.

## Награды
- 1848 — Орден св. Анны III ст.;[21]
- 1851 — Орден св. Анны II ст.;[21]
- 1854 — Орден св. Владимира IV ст.;[21]
- 1856 — Орден св. Анны II ст.;[21]
- 1859 — Орден св. Станислава II ст.[21]